# آملی نوتومب
آملی نوتومب [a.me.li nɔ.tɔ̃b] (به فرانسوی: Amélie Nothomb)، نویسنده فرانسوی زبان است که ۹ ژوئیه ۱۹۶۶ در منطقهٔ ایتربیئک در بروکسل زاده شد. پدر او بارون پاتریک نوتومب (Patrick Nothomb) دیپلمات بلژیکی است که کمی بعد از تولد وی به کنسولگری بلژیک در ژاپن انتقال یافت و بعد از آن در پکن، نیویورک، بنگلادش و میانمار (بـِرمه پیشین) مشغول به کار شد.
روایت شده است که آملی نوتومب هر سال چند رمان می‌نویسد که تنها یکی از آنها را به چاپ می‌سپارد. شرایط انسانی، نویسندگی و زندگی، محور اصلی رمان‌های او به‌شمار می‌آید. نوتومب تاکنون برندهٔ چندین جایزهٔ ادبی بوده است. او همچنین عضو هیئت داوران جایزه دسامبر است. رمان عطش (۲۰۱۹) که لقب «انجیل به روایت نوتومب» را نیز به آن داده‌اند، یکی از سه نامزد نهایی جایزه گنکور در ۲۰۱۹ بود. نوتومب در مصاحبه ای گفته است که این رمان گل سر سبد همه آثارش است.
رمان اولین خون (۲۰۲۱) برندهٔ جایزه رنودو (prix Renaudot) در ۲۰۲۱ شده است. fr:Premier Sang

## آثار ترجمه‌شده
آملی نوتومب، اولین رمان خود را در سال ۱۹۹۲ منتشر کرد که فوراً با اقبال روبه‌رو شد. پس از آن، افزون بر ۴۰ رمان و داستان کوتاه نوشته است که از میان آن‌ها آثار زیر به فارسی ترجمه شده‌اند:
- قتل منزه (۱۹۹۲) (به فرانسوی: Hygiène de l’assassin)، ترجمه نسرین کوچه‌مشکیان، نشر حکمت کلمه، ۱۳۹۹، چاپ دوم ۱۴۰۱.
- بهداشت قاتل (۱۹۹۲) (به فرانسوی: Hygiène de l’assassin)، ترجمه شهرزاد سلحشور، نشر قطره، ۱۴۰۱.
- خرابکاری عاشقانه (۱۹۹۳) (به فرانسوی: Le sabotage amoureux) – ترجمه زه‍را س‍دی‍دی (نشر مرکز، ۱۳۸۶)
- خطابه‌ها (کاتیلینرها) (۱۹۹۵) (به فرانسوی: Les Catilinaires) – ترجمه علی‌داد زاویه (نشر قطره، ۱۴۰۱)
- ردای یونانی (۱۹۹۶) (به فرانسوی: Péplum) – ترجمه زهرا سدیدی (کتاب روشن، ۱۳۸۸)
- سوءقصد (۱۹۹۷) (به فرانسوی: Attentat) – ترجمه سمانه میرعابدی (نشر ایجاز، ۱۳۹۶)
- مرکور (۱۹۹۸) (به فرانسوی: Mercure) – ترجمه به فارسی (کتاب نادر، ۱۳۸۲)
- ترس و لرز [بهت و لرزه] (۱۹۹۹) (به فرانسوی: Stupeur et tremblements) – ترجمه شهلا حائری، (نشر قطره، ۱۳۸۳، چاپ دوم، ۱۳۹۸)
- متافیزیک تیوب‌ها (۲۰۰۰)، (Métaphysique des tubes) ترجمه نسیم موسوی، نشر نون، 1401.
- آرایش دشمن (۲۰۰۱) (به فرانسوی: Cosmétique de l'ennemi) – ترجمه زیور ایزدپناه (نشر قطره، 1401)
- فرهنگ اسامی خاص روبر (۲۰۰۲) (به فرانسوی: Robert des noms propres) – ترجمه دینا کاویانی (نشر ایجاز، ۱۳۹۶)
- آنته کریستا (۲۰۰۳) (به فرانسوی: Antéchrista) – ترجمه محبوبه فهیم کلام (نشر چشمه، ۱۳۹۶)
- اسید سولفوریک (۲۰۰۵) (به فرانسوی: Acide sulfurique) – ترجمه مینا رحیمی (نشر قطره، 1401)
- خاطرات پرستو (۲۰۰۶) (به فرانسوی: Journal d'hirondelle) – ترجمه اعظم‌السادات ایزدی (نشر قطره، 1401)
- نه حوا نه آدم (۲۰۰۷) (به فرانسوی: Ni d'Ève ni d'Adam) – ترجمه محمد نجابتی (نشر ستاک، ۱۳۹۶)
- سفر زمستانی (۲۰۰۹) (به فرانسوی: Le voyage d’hiver) – ترجمه بنفشه فریس‌آبادی (نشر چشمه، ۱۳۹۵)
- شکلی از زندگی (۲۰۱۰) (به فرانسوی: Une forme de vie) – ترجمه زهرا سدیدی (نشر روبان، ۱۳۹۳)
- پدرکشی (۲۰۱۱) (به فرانسوی: Tuer le père) – ترجمه به فارسی، ویراستار لیلا نظامی‌نژاد، نیما سرلک. (نشر چشمه، ۱۳۹۷)
- ریش آبی (۲۰۱۲) (به فرانسوی: Barbe bleue) – ترجمه ویدا سامعی(نشر نو، ۱۳۹۵)
- جنایت کنت نویل(۲۰۱۵) (به فرانسوی: Le crime du comte Neville) – ترجمه ویدا سامعی (نشر نو، ۱۳۹۶)
- قلبت را به تپش وادار (۲۰۱۷) (به فرانسوی: Frappe-toi le cœur) – ترجمه محمدجواد کمالی (نشر قطره، ۱۳۹۷؛ چاپ چهارم 1402)
- نام‌های بی‌جنسیت (۲۰۱۸) (به فرانسوی: Les prénoms épicènes) – ترجمه محمدجواد کمالی (نشر قطره، ۱۳۹۸؛ چاپ سوم 1402)
- عطش (۲۰۱۹) (به فرانسوی: Soif) – ترجمه محمدجواد کمالی (نشر قطره، 1399)
- بالون‌ها (۲۰۲۰) (به فرانسوی: Les Aérostats) – ترجمه محمدجواد کمالی (نشر قطره، ۱۳۹۹؛ چاپ دوم 1402)
- اولین خون (۲۰۲۱) (به فرانسوی: Premier sang) – ترجمه محمدجواد کمالی (نشر قطره، ۱۴۰۰؛ چاپ دوم 1402)
- کتاب خواهران (۲۰۲۲) (به فرانسوی: Le Livre des sœurs) – ترجمه محمدجواد کمالی (نشر قطره، 1401)
- راهنمای ارواح (۲۰۲۳) (به فرانسوی: Psychopompe (roman)) – ترجمه محمدجواد کمالی (نشر قطره، 1402)
- بازگشت ناممکن (۲۰۲۴) (به فرانسوی: L'Impossible retour (roman)) – ترجمه محمدجواد کمالی (نشر قطره، 1403)